# گکویان پلنگی
گکویان پلنگی یا گکویان خال‌پلنگی یا خوش‌پلکان (نام علمی: Eublepharidae) نام یک تیره از راسته پولک‌داران است.